# 宇土市立鶴城中学校
宇土市立鶴城中学校（うとしりつ かくじょうちゅうがっこう）は、熊本県宇土市新小路町にある市立中学校。

## 沿革
- 1947年（昭和22年）4月22日 - 宇土町立宇土中学校、花園村立花園中学校、轟村立轟中学校開校
- 1949年（昭和24年）
  - 8月31日 - 宇土中学校、花園中学校、轟中学校廃校
  - 9月1日 - 三校を統合し熊本県宇土郡宇土町外2カ村中学校組合立鶴城中学校として発足
- 1954年（昭和29年）4月1日 - 宇土・花園・轟・緑川・網津の各町村が合併して宇土町となり、宇土町立鶴城中学校と改称
- 1957年（昭和32年）4月1日 - 飽託郡飽南中学校組合立飽南中学校廃校に伴い宇土町走潟地区の生徒を受け入れ。
- 1958年（昭和33年）10月1日 - 市制移行により宇土市立鶴城中学校と改称

## ニュース・事件
2002年3月、鶴城中学校で、丸刈り指導拒否の男子生徒が卒業式の出席を断られたことが話題となる。

## 部活動
- 合唱部（女声）
  - 2009年（平成21年）熊本県合唱コンクール銅賞

1984年 熊本県中体連5競技優勝(野球、男子バレーボール、女子バレーボール、相撲、女子軟式テニス)

## 著名な出身者
- 山本大貴（サッカー選手）
- 谷山湧人（サッカー選手）
- 芥川愛加（女子バレーボール選手）
- 正代直也（大相撲力士）
- 竜虎川上（大相撲力士）
- 濱ノ嶋啓志（元大相撲力士）
- 島田海吏（プロ野球選手）
- 川副圭太 - 大相撲力士
- 草野直哉 - 大相撲力士